# 4897 Tomhamilton
4897 Tomhamilton је астероид главног астероидног појаса чија средња удаљеност од Сунца износи 3,052 астрономских јединица (АЈ).
Апсолутна магнитуда астероида је 11,6.